# Colocleora poliophasma
Colocleora poliophasma là một loài bướm đêm trong họ Geometridae.